# Isopachys anguinoides
Espèce
Synonymes
- Lygosoma anguinoides Boulenger, 1914

Statut de conservation UICN

 LC  : Préoccupation mineure
Isopachys anguinoides est une espèce de sauriens de la famille des Scincidae.

## Répartition
Cette espèce est endémique de Thaïlande. Elle se rencontre dans les provinces de Prachuap Khiri Khan, de Surat Thani, de Chonburi, de Phetchaburi et de Chumpon.

## Publication originale
- Boulenger, 1914 : Descriptions of new reptiles from Siam. Journal of the Natural History Society of Siam, vol. 1, p. 67-70 (texte intégral).